# Orazio Satta Puliga
Orazio Satta Puliga (Torino, 6 ottobre 1910 – Milano, 22 marzo 1974) è stato un ingegnere italiano specializzato nel settore automobilistico, che ha legato particolarmente il suo nome all’Alfa Romeo.

## Biografia
Laureato in Ingegneria meccanica al Politecnico di Torino nel 1933 e una seconda volta in ingegneria aeronautica nel 1935, entrò all'Alfa Romeo dopo il servizio militare nel 1938.
Nel 1946 venne nominato direttore della progettazione e delle esperienze, nel 1951 divenne direttore centrale e nel 1969 vice direttore generale.
La progettazione della 1900, della Giulietta, della Giulia, della 1750 dell'Alfetta e delle loro derivate si deve a lui e ad altri tecnici sotto la sua direzione: Giuseppe Busso, Rudolf Hruska, Filippo Surace e Domenico Chirico, solo per citarne alcuni.

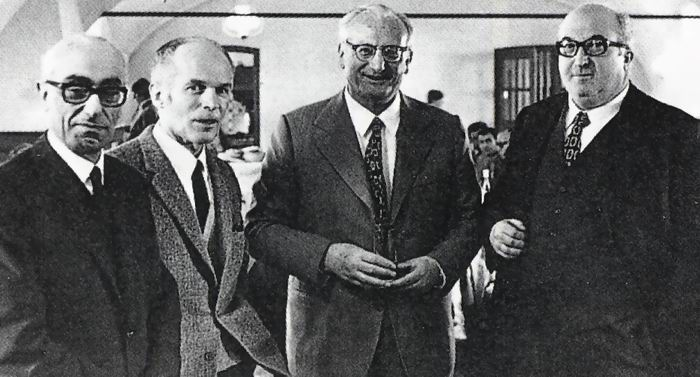
Gli uomini dell'Alfa Romeo in una foto dei primi anni 60. Da sinistra ing. Orazio Satta Puliga, il progettista Giuseppe Busso, dott. Giuseppe Luraghi e ing. Carlo Chiti.

A questi tecnici gli Alfisti devono la loro passione per le Alfa Romeo, auto pensate e costruite guardando all'eccellenza tecnica.
Colpito da un male incurabile, morì nel 1974. Nel corso del 2007 la città di Ozieri, dalla quale proveniva la famiglia, gli ha dedicato una via cittadina, grazie anche al locale Club Ferrari promotore dell'iniziativa. Nel 2010, in occasione del centenario dell'Alfa Romeo, l'Associazione Automoto d'epoca Sardegna ha portato ad Ozieri una trentina di vetture storiche Alfa, per ricordare la sua opera.
(Orazio Satta Puliga)